# Uggerby Klitplantage
Uggerby Klitplantage eller Uggerby Plantage er en klitplantage ud til Tannis Bugt mellem Hirtshals og Tversted i Vendsyssel. Den blev anlagt i 1890'erne med hjemmel i Sandflugtsloven af 1867, som gav ret til at ekspropriere sandflugtsarealer for at plante dem til. Plantagen dækker hele Uggerby Klit og grænser mod øst til Uggerby Å med stejle skrænter ned til åen. Mod vest grænser den op til Lilleheden Plantage; den sydlige og nordlige del grænser op til et hede- klitareal med enlelte sommerhuse. Mod nord til havklitter og havet; mod syd til landbrugsområder.
Godt 20 % eller ca. 160 hektar af Uggerby Plantage består af beskyttede naturtyper fordelt på ca. 50 hektar strandbred, godt 2 hektar strandsump, 88 hektar klitter, 13 hektar mose, fem hektar eng og godt en ha sø. Herudover er der ca. 29 hektar med slette og krat. Området er sammen med arealer ved Uggerby Ås udløb udpeget til EU-habitatområde, der rummer store bestande af græsset Blodrød Storkenæb og vigtige bestande af Klit-Kambunke, Sortbrun blåfugl, Markfirben og Strandtudse. I åen er fundet Havlampret.